# Ormes (Loiret)
Ormes – miejscowość i gmina we Francji, w Regionie Centralnym, w departamencie Loiret.
Według danych na rok 1990 gminę zamieszkiwało 2291 osób, a gęstość zaludnienia wynosiła 126 osób/km² (wśród 1842 gmin Regionu Centralnego Ormes plasuje się na 162. miejscu pod względem liczby ludności, natomiast pod względem powierzchni na miejscu 735.).